# Grit Breuer
Grit Breuer (nach Heirat Breuer-Springstein; * 16. Februar 1972 in Röbel/Müritz) ist eine ehemalige deutsche Leichtathletin.

## Sportkarriere
Ihre Paradestrecke waren die 400 Meter, auf der sie Europa- und Vizeweltmeisterin wurde. Außerdem konnte sie zahlreiche Erfolge mit der 4-mal-400-Meter-Staffel erringen.
Bis 1990 startete sie für die DDR. Bereits mit 16 Jahren nahm sie an den Olympischen Spielen 1988 teil und war im Vorlauf der 4-mal-400-Meter-Staffel eingesetzt, die im Endlauf die Bronzemedaille gewann.
Sie gehörte in der DDR-Zeit dem SC Neubrandenburg an, später dem LT 85 Hannover, dem OSC Berlin und schließlich dem SC Magdeburg, wo sie von Thomas Springstein trainiert wurde, der später auch ihr Lebenspartner wurde.
Am 28. Dezember 2005 verkündete Grit Breuer das Ende ihrer Karriere als Leistungssportlerin. Sie habe zuletzt immer wieder gesundheitliche Probleme gehabt, begründete die Leichtathletin ihren Entschluss.

## Erfolge im Einzelnen
- 1988: Olympische Spiele: Einsatz im Vorlauf der 4-mal-400-Meter-Staffel, die Platz 3 belegte; Juniorenweltmeisterschaften: Platz 1 (51,24 s)
- 1990: Europameisterschaften: Platz 1 im 400-Meter-Lauf; Platz 1 mit der 4-mal-400-Meter-Staffel (3:28,22 min, zusammen mit Annett Hesselbarth, Manuela Derr und Petra Schersing)
- 1991: Weltmeisterschaften: Platz 2 (49,42 s) im 400-Meter-Lauf; Platz 3 in der 4-mal-100-Meter-Staffel (zusammen mit Katrin Krabbe, Sabine Richter und Heike Drechsler); Platz 3 mit der 4-mal-400-Meter-Staffel (zusammen mit Uta Rohländer, Katrin Krabbe und Christine Wachtel)
- 1996: Olympische Spiele: Platz 3 mit der 4-mal-400-Meter-Staffel (zusammen mit Uta Rohländer, Linda Kisabaka und Anja Rücker); Platz 8 im 400-Meter-Lauf
- 1997: Weltmeisterschaften: Platz 1 mit der 4-mal-400-Meter-Staffel (zusammen mit Anke Feller, Uta Rohländer und Anja Rücker)
- 1998: Europameisterschaften: Platz 1 im 400-Meter-Lauf
- 1999: Weltmeisterschaften: Platz 3 mit der 4-mal-400-Meter-Staffel (zusammen mit Anke Feller, Uta Rohländer und Anja Rücker)
- 2001: Weltmeisterschaften: Platz 2 mit der 4-mal-400-Meter-Staffel (zusammen mit Florence Ekpo-Umoh, Shanta Ghosh und Claudia Marx)
- 2002: Europameisterschaften: Platz 1 mit der 4-mal-400-Meter-Staffel (zusammen mit Florence Ekpo-Umoh, Birgit Rockmeier und Claudia Marx)

Mit den 49,42 s bei den Weltmeisterschaften 1991 in Tokio stellte Breuer einen bis heute bestehenden Juniorenweltrekord auf (Stand Februar 2016). Auch über 4-mal 100 sowie 4-mal 400 Meter war Breuer mit der DDR-Staffel zwischenzeitliche Mitinhaberin der jeweiligen Juniorenweltrekorde.

## Doping-Kontroversen 1992
Im Januar 1992 geriet sie mit Silke Möller und Katrin Krabbe unter Doping-Verdacht und wurde vom DLV suspendiert, weil die drei im Trainingslager in Südafrika identische Urinproben abgaben. Das Schiedsgericht der Internationalen Leichtathletik-Föderation (IAAF) sprach sie aber aus formalen Gründen frei.
Am 23. Juli 1992 wurde bei einer Urinprobe Grit Breuers im Rahmen einer Dopingkontrolle die Substanz Clenbuterol nachgewiesen. Dieses war in einem Asthmamittel enthalten, das sie zu sich nahm. Da das Mittel zu diesem Zeitpunkt noch nicht auf der Dopingliste stand, sperrte der DLV Breuer für ein Jahr wegen Medikamentenmissbrauchs.
Die IAAF verlängerte diese Sperre um zwei weitere Jahre, was mit unsportlichem Verhalten begründet wurde. Grit Breuer strengte daraufhin zusammen mit Katrin Krabbe, die bei derselben Kontrolle mit demselben Befund auffällig wurde, ein Verfahren an. Sie selbst verließ den Klageweg später jedoch, während Katrin Krabbe vom Internationalen Leichtathletikverband schließlich 1,2 Millionen DM wegen nichtzulässiger Einschränkung der Berufsfreiheit erstritt.
Am 20. November 2006 wurde aufgrund von Informationen aus dem Verfahren gegen den Leichtathletiktrainer Thomas Springstein unter anderem gegen Grit Breuer ein Ermittlungsverfahren wegen des Verdachts eines Verstoßes gegen die Anti-Doping-Bestimmungen eingeleitet.
Sämtliche aus den Unterlagen des Springstein-Falls resultierenden Ermittlungen wurden jedoch ohne Ergebnis eingestellt. Im Falle Grit Breuers wurde aufgrund ihres Verbandsaustrittes auf eine vorläufige Einstellung entschieden, wobei im Falle einer erneuten Sportausübung das Verfahren fortzusetzen sei.

## Sonstiges
In ihrer aktiven Zeit wog Breuer 63 kg bei 1,66 m Körpergröße.
Grit Breuer ist gelernte Kauffrau für Bürokommunikation. Bei Beendigung ihrer sportlichen Karriere kündigte sie an, ab 2006 zu beabsichtigen „ins Hotelfach reinschnuppern, im Marketingbereich“. Grit Breuer arbeitet derzeit als Fitness-Trainerin und Golf-Koordinatorin im Hotel Neptun in Warnemünde. Die Hotel-Homepage weist sie als Freizeitkoordinatorin ‚Grit Breuer-Springstein‘ aus.